# Sericesthis metincisa
Sericesthis metincisa är en skalbaggsart som beskrevs av Britton 1987. Sericesthis metincisa ingår i släktet Sericesthis och familjen Melolonthidae. Inga underarter finns listade i Catalogue of Life.